# Peter Wieczorek
Peter Wieczorek (* 23. Februar 1953; † 28. Juli 2023) war ein deutscher Fußballspieler. Im Jahr 1979 hatte er in der deutschen Fußballnationalmannschaft der Amateure drei Länderspiele absolviert. Der Abwehrspieler des DSC Wanne-Eickel hatte von 1978 bis 1980 in der 2. Fußball-Bundesliga 69 Ligaspiele absolviert.

## Laufbahn
Der Defensivspieler des erst im Oktober 1969 gegründeten DSC Wanne-Eickel gewann mit den Schwarz-Gelben aus dem Sportpark Wanne-Süd in der Saison 1977/78 in der Verbandsliga Westfalen mit fünf Punkten Vorsprung vor der SpVgg Erkenschwick in der Gruppe 2 die Meisterschaft. In zwei Spielen setzte sich der Lokalkonkurrent von Sportfreunde Wanne gegen den 1. FC Paderborn (2:0/1:2) in den Endspielen um die Westfalenmeisterschaft durch. Den Aufstieg in die 2. Fußball-Bundesliga erreichte die von Bauunternehmer Robert Heitkamp unterstützte Elf in den Gruppenspielen gegen SC Viktoria Köln, VfL Wolfsburg und den 1. SC Göttingen. Dem Aufsteiger glückte 1978/79 mit 35:41 Punkten der 13. Rang in der Gruppe Nord und Wieczorek hatte in 37 Ligaspielen in der Abwehr mitgewirkt. Gestartet war der Deutsche Sport-Club in die 2. Bundesliga am 29. Juli 1978 mit einer 2:4-Auswärtsniederlage bei Hannover 96. Die Elf von Trainer Günter Luttrop und den Mitspielern Norbert Lücke (15 Tore), Klaus Wischniewski, Roland Kosien und Ingo Peter überraschte mit dem Klassenerhalt.
In der Rückrunde wurde Wieczorek vom damals verantwortlichen DFB-Trainer für die Amateurnationalmannschaft, Erich Ribbeck, in drei Länderspielen im April, Mai und Juni 1979 zum Einsatz gebracht. Der Verteidiger des DSC debütierte am 18. April in Pristina im Länderspiel gegen Jugoslawien in der DFB-Amateurauswahl. Valentin Herr stand im Tor und zusammen mit Rainer Rühle, Walter Kubanczyk und Josef Stadler bildete er bei der 2:3-Niederlage die Defensive. Am 9. Mai führte der DFB das nächste Länderspiel der Amateure durch und trat in Le Havre gegen Frankreich an. Die Abwehrformation war gegenüber dem Spiel in Pristina lediglich in der Personalie mit Rainer Prieß für den verhinderten Ulmer Kubanczyk verändert. Das Spiel wurde mit 1:3 Toren verloren. Der dritte Einsatz in Folge fand für Wieczorek am 6. Juni in Cadiz gegen Spanien statt. Jetzt debütierten Roland Dickgießer vom SV Waldhof und Hans-Jörg Stiller von Fortuna Düsseldorf neben Rühle und Wieczorek in der DFB-Abwehr. Im dritten Länderspiel feierte der Mann aus Wanne-Eickel mit einem 4:0-Erfolg den ersten Sieg im Nationaldress. Als die Olympiaqualifikation am 13. September mit dem Spiel in Oberhausen gegen Finnland begann, gehörte der DSC-Akteur nicht mehr dem DFB-Amateurkader an.
Unter dem neuen Trainer Anton Burghardt belegte die Mannschaft aus Herne 2, DSC Wanne-Eickel, in der Saison 1979/80 den 11. Platz und war mit 36:40 Punkten klar von den Abstiegsrängen entfernt. Durch freiwillige Rückgabe der Profilizenz an den DFB im Frühjahr 1980 war nach zwei Runden das Abenteuer 2. Bundesliga für den DSC und Peter Wieczorek beendet. Der Defensivakteur hatte im zweiten Jahr 32 Ligaspiele neben Torjäger Lücke (17 Tore), Torhüter Heinz Blasey und dem Ex-Schalker Jürgen Sobieray bestritten. Mit der 1:3-Auswärtsniederlage beim Vizemeister Rot-Weiss Essen – mit Willi Lippens und Frank Mill – endete am 31. Mai 1980 das Kapitel 2. Bundesliga.
Der Ex-Amateurnationalspieler blieb dem DSC in der Amateuroberliga Westfalen treu und errang in der Saison 1984/85 mit seinem Verein die Vizemeisterschaft. In den Spielen um die deutsche Amateurmeisterschaft zog er mit seinen Mannschaftskameraden – unter anderem Norbert Lücke und Ralf Regenbogen – in das Finale am 22. Juni 1985 in Bremen gegen die Amateurelf des Bundesligisten SV Werder Bremen ein. Die mit Gunnar Sauer, Dieter Eilts, Dirk Lellek und Frank Ordenewitz bestückten Werder-Amateure setzten sich mit einem 3:0-Sieg durch.

## Weblink
- Peter Wieczorek in der Datenbank von fussballdaten.de